# Küçükdikme, Viranşehir
Küçükdikme là một xã thuộc huyện Viranşehir, tỉnh Şanlıurfa, Thổ Nhĩ Kỳ. Dân số thời điểm năm 2011 là 353 người.